# カシオペヤ座TZ星
カシオペヤTZ星（TZ Cassiopeaie、TZ Cas）は、太陽から約7800光年離れたところにある 赤色超巨星。半径は太陽の800倍あり、光度は太陽の約98,000倍あるとされている。この恒星はカシオペヤ座に位置しており、8.86等と10.5等の間を変光するLC型の脈動変光星でもある。変光星総合カタログではこの星はLC型の代表星とされている。

## 概要
カシオペヤ座TZ星は1911年にウィリアミーナ・フレミングによって変光星であることが報告され、彼女の死後に公表された。カシオペヤ座TZ星の変光周期はかなり遅く、3100日(約8.5年)である。光度は太陽の6万倍にも及び、半径も太陽の645から800倍ある。この恒星はCas OB5というOBアソシエーションを構成しており、赤色超巨星のカシオペヤ座PZ星などが他にある。
カシオペヤ座TZ星の初期の質量は恒星進化論から考えて15M☉と考えられている。
カシオペヤ座TZ星は強烈な恒星風により毎年50万分の1M☉ほどの質量を失っている。しかし、恒星風が大気の損失を及ぼすのかははっきりしていない。また、カシオペヤ座TZ星は中心核が核融合をし尽くす、あるいは超新星爆発により崩壊する前に青色超巨星になると思われている。たとえ青色超巨星やウォルフ・ライエ星になったとしても最終的には核が崩壊し、激しい超新星爆発により終わりを迎えると思われている。